# Miniscule of Sound
Miniscule of Sound ist die Bezeichnung der laut Guinnessbuch der Rekorde kleinsten Diskothek der Welt.
Das Miniscule of Sound öffnete im August 1998 in der Umkleidekabine eines Schwimmbads im Londoner Stadtbezirk London Borough of Hackney als die kleinste Diskothek der Welt. Der Nachtclub hat eine maximale Kapazität von acht Personen und die Abmessungen von 1,2 Meter × 2,4 Meter, wovon die Tanzfläche zwei Quadratmeter in Anspruch nimmt. Der Name spielt auf das Londoner Ministry of Sound an, eine der bekanntesten und größten Diskotheken der Welt. Im März 2005 ging der Miniscule of Sound im Rahmen einer britisch-chinesischen Freundschaftsaktion auf Tournee nach Peking, wobei der Miniscule of Sound in einem umgebauten Anhänger zum Transport von Pferden untergebracht war.